# گودی کمر
- برای اختلال گودی کمر، کاوپشتی (لوردوز) را ببینید.

چال کمر یا چال ونوس  (به انگلیسی: Dimples of Venus) اشاره دارد به فرورفتگی‌هایی متقارن که گاهی در پشت انسان مشاهده می‌شود. از این فرورفتگی‌ها به عنوان چال ونوس هم یاد می‌شود که نامی است غیررسمی ولی پذیرفته شده برای مفصل خاجی-تهیگاهی.